# Curche
Curche ist in der prußischen Religion  ein Fruchtbarkeitsgott.
Der Gott wird erstmals im Christburger Friedensvertrag aus dem Jahre 1249 erwähnt:
»Dem Götzenbild, das sie einmal im Jahre aus gesammelten Feldfrüchten  bilden und als Gott zu verehren pflegten, dem sie den Namen Curche beilegten.« 
Nach Simon Grunau ist Curche der Gott von Speis und Trank. Der Name konnte bisher nicht befriedigend etymologisiert werden.
Neben Natrimpe, Patollos und dem Donnergott Parkuns gilt er als einer der wenigen von der Wissenschaft als echt anerkannten Gottheiten der Prußen.